# Gran Ferrocarril de Santa Bárbara a El Vigía
| |                     |                         |                         |
| Streckenlänge: | 60 km               |                         |                         |
| Spurweite: | 1000 mm (Meterspur) |                         |                         |
| Maximale Neigung: | 20 ‰                |                         |                         |
| Minimaler Radius: | 100 m               |                         |                         |
| |                     |                         |                         |
| \| \| \| Río Catatumbo \| \| \| \| 0 \| Santa Bárbara del Zulia \| Santa Bárbara del Zulia \| \| \| 37 \| El Castillo \| El Castillo \| \| \| 60 \| El Vigía \| El Vigía \| |                     |                         |                         |
| |                     | Río Catatumbo           |                         |
| Kopfbahnhof Streckenanfang (Strecke außer Betrieb) | 0                   | Santa Bárbara del Zulia | Santa Bárbara del Zulia |
| Bahnhof (Strecke außer Betrieb) | 37                  | El Castillo             | El Castillo             |
| Kopfbahnhof Streckenende (Strecke außer Betrieb) | 60                  | El Vigía                | El Vigía                |

Die Gran Ferrocarril de Santa Bárbara a El Vigía war eine 60 Kilometer lange Schmalspurbahn in Venezuela, die ab 1. Mai 1893 bis mindestens nach dem Ersten Weltkrieg betrieben wurde.

## Streckenverlauf
Die Strecke verlief von Santa Bárbara del Zulia, am Ende der Flussschifffahrt auf dem Río Escalante, bis nach El Vigía.

## Gleisbau
Die Strecke hatte eine Spurweite von 1000 mm. Das Metergewicht der Schienen betrug 20 kg/m (40 Pfund/Yard), die größte Neigung 2 Prozent, und der Mindestkurvenradius 100 Meter. Es gab 15 Brücken mit einer Gesamtlänge von 138 Metern.

## Geschichte
Die Ferrocarril de Santa Barbara a El Vigia war im Besitz der venezolanischen Regierung, die sie von der französischen Firma übernahm, die 1892 nach Erhalt einer Bürgschaft mit dem Bau begonnen hatte. Der Betrieb wurde 1895 durch die Regierung übernommen. 
Im Jahr 1892 wurde die Strecke durch eine Überschwemmung des Río Chama zum Teil zerstört. Von diesem Jahr an fuhren die Lokomotiven nur noch bis Kilometer 37, und die Wagen wurden von Maultieren bis Kilometer 47 gezogen, wo der Transport mit Packeseln nach Mérida, dem Endziel der Strecke im Bundesstaat Mérida, begann. Im Juni und Juli 1915 zerstörten weitere Überschwemmungen noch mehr von der Strecke. Die Regierung hat ihre Einnahmen für neue Bauarbeiten zweckgebunden, und die Gleisbauarbeiten kamen bis zur Endstation El Vigia voran, was eine Gesamtlänge von 60 Kilometern ergab.
Von den drei Strecken im Besitz der Regierung war sie die einzige, die mit Gewinn betrieben wurde. Sie wurde nicht direkt verwaltet, sondern an J. A. Redondo in Santa Barbara verpachtet.

## Schienenfahrzeuge
Es gab 5 Lokomotiven mit einem durchschnittlichen Gewicht von 25 Tonnen, 6 Reisezugwagen, 12 Flachwagen, 14 Kastenwagen und 1 Tiertransportwagen, wobei diese Ausrüstung für das Verkehrsaufkommen der Strecke ausreichte. 

## Tarife
Der Passagiertarif von 1922 betrug 6 Cent/Meile für die erste Klasse und 4 Cent/Meile für die zweite Klasse. Der Frachttarif betrug 39 Cents pro Tonnenmeile für Importfracht und 34 Cents pro Tonnenmeile für Exportfracht.

## Finanzierung
Die Investitions- und Baukosten der Strecke wurden mit 3.021.880 Bolívar (583.223 $) angegeben. Diese Kosten beliefen sich auf 50.365 Bolívar (9.720 $) pro Kilometer, die niedrigsten Kosten für eine Eisenbahnstrecke in Venezuela. 
In den Jahren 1911 und 1914 beförderte die Linie insgesamt mehr als 13.000 Tonnen Fracht. Die höchste Gesamtzahl wurde 1919 erreicht, als 17.821 Tonnen transportiert wurden, wobei die Gesamterträge aus allen Quellen 662.479 Bolívar (127.858 $) und die Ausgaben 333.337 Bolívar (64.334 $) betrugen.